# Đội tuyển bóng đá quốc gia Saint-Martin
Đội tuyển bóng đá quốc gia Saint-Martin là đội tuyển cấp quốc gia của Saint-Martin do Liên đoàn bóng đá Saint-Martin quản lý.

## Cúp Vàng CONCACAF
- 1991 đến 2000 - Không tham dự
- 2002 đến 2017 - Không vượt qua vòng loại